# Twotino

Występowanie rezonansów wśród obiektów transneptunowych. Czerwona linia pionowa opisana 12 wskazuje twotina

Twotino – typ obiektu transneptunowego z Pasa Kuipera. Cechą charakterystyczną tych planetoid jest to, iż występuje u nich rezonans orbitalny 1:2 z Neptunem: na jeden obieg twotino wokół Słońca przypadają dwa obiegi Neptuna.
Nazwa „Twotino” (czytaj: tu-ti-no) pochodzi od kombinacji wyrazów two (ang. dwa) i plutino (jest to nazwa innej grupy planetoid transneptunowych, zwanych także plutonkami).

## Przedstawiciele
W opracowaniu List of Known Trans-Neptunian Objects z 18 sierpnia 2020 do twotino zaliczono 87 obiektów (a także 9 jako prawdopodobnie twotino). Należą do nich np.:
- (20161) 1996 TR66
- (26308) 1998 SM165
- (137295) 1999 RB216
- (130391) 2000 JG81
- (524179) 2001 FQ185
- (119979) 2002 WC19
- (308379) 2005 RS43
- (523617) 2007 PS45
- (312645) 2010 EP65
- (495189) 2012 VR113
- (523691) 2014 DO143
- (534626) 2014 UT224